# Hades (loc)

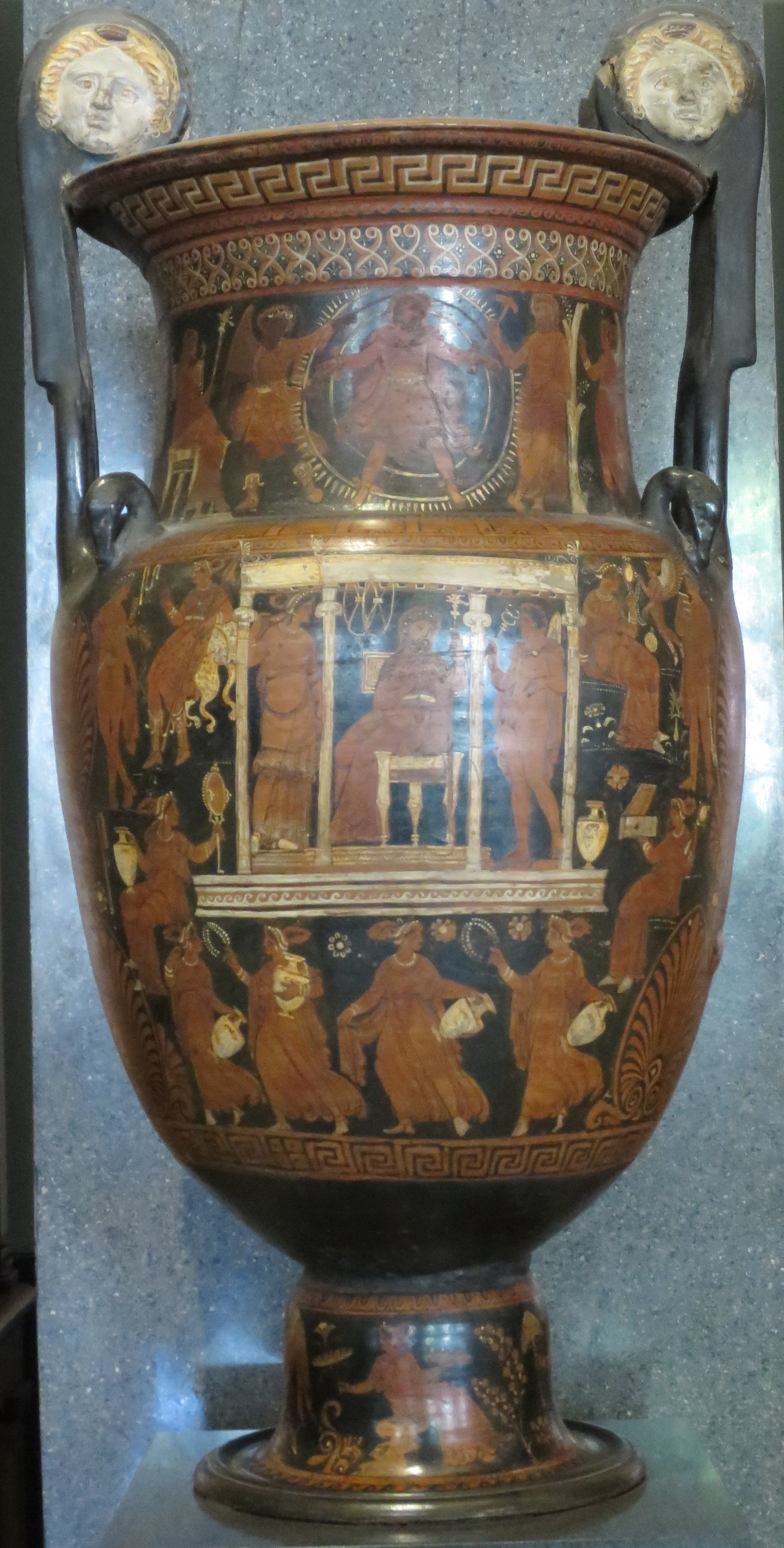
Scenă din lumea de dincolo: Hades, Persefona și Hermes înconjurați de danaide

Hades este, în mitologia greacă, locul morților și al umbrelor. Înainte de a intra în acest loc, toți morții trebuiau să plătească plutașului o monedă pentru a-i duce peste râul de foc și lavă numit Styx. Hadesul, numit după stăpânul său, era păzit de un câine cu trei capete pe nume Cerber, care nu lăsa morții să fugă. Hades avea trei niveluri: cel unde așteptau umbrele, Câmpiile Elizee unde oamenii buni se desfătau, și Tartarul, un puț de lavă fioros și urât, sursă de inspirație a Iadului creștin.

## Descriere
Hades este conducătorul Infernului, zeu htonic al morții și agriculturii. Alături de el Persefona, fiica Demetrei, este regină. Umbrele sunt aduse de Hermes și sunt trecute peste râul Styx sau Acheron, care separă lumea de dincolo de lumea celor vii, de Caron, luntrașul. În Hades sunt cinci râuri, anume Styx „râul urii”, Acheron „râul suferinței”, Lethe „râul uitării”, Kokitus „râul jalei” și Piriflegeton sau Flegeton „râul de foc”.
Infernul este păzit de câinele Cerber, cu trei capete. Ajunse în lumea celor morți, umbrele sunt judecate de Minos, Radamante și Aecus sau Sarpedon. Geografic, Infernul se include trei zone. Tartar este echivalentul Iadului creștin, unde umbrele sunt pedepsite. Erebus este entitatea primordială a întunericului, tot în Tartar, adesea folosit cu același sens. Câmpiile Elizee sunt echivalentul Paradisului.

## Vizitatori
Lumea de dincolo rămâne un mister pentru muritori, deoarece nimeni nu este menit să ajungă acolo înainte de moarte, și nu poate fără protecția zeilor. Asemenea episoade, numite katabaze (în greacă ĸɑτἀβɑσις, lit. „mers în jos”), sunt cele înfăptuite de:
- Orfeu
- Dioscurii Castor și Polux
- Tezeu și Piritoos
- Heracle
- Odiseu[1]

## Drumul sufletelor
În tradiția antică, sufletele sunt aduse de Hermes la marginea râurilor infernale. Acolo își lasă toate bunurile și dăruiesc cele două monezi care le sunt puse pe ochi lui Caron. Acesta îi duce să fie judecați de Minos, Radamant și Sarpedon.
În noua tradiție a orfismului, sufletul parcurge drumul singur, drum care este „nici unic, nici simplu, are multe ocolișuri și piedici”. Păcătoșii merg spre stânga, ceilalți spre dreapta. În mormintele funerare romane se găseau plăcuțe cu instrucțiuni detaliate pentru suflete.